# 柔毛泡花树
柔毛泡花树（学名：Meliosma myriantha var. pilosa）为清风藤科泡花树属下的一个变种。